# 森本英世
森本 英世（もりもと ひでよ、1949年1月11日 - ）は、日本の歌手である。
本名は、泉谷 廣（いずたに ひろし）。旧芸名は、新田 洋（にった ひろし）→大 竜二（だい りゅうじ）。大阪府堺市出身。甘える女性のような節回しで女心を唄う。鼻の下を伸ばし上唇を上歯に丸め込むような歌い方が特徴的。

## 略歴
- 1965年 - 渡辺プロダクションの新人オーディションに合格し、芸能界入り。
- 1969年 - 新田洋/スクールメイツ名義でテレビアニメ『タイガーマスク』の主題歌を担当。同年、大竜二に改名し『花街ブルース』をリリース。
- 1971年 - 久世光彦プロデュースの作品『恋祭り』（リリースは翌1972年6月）で森本英世に改名。
- 1973年 - 渡辺プロダクションを退社して、ムード歌謡の代表的グループのひとつである敏いとうとハッピー&ブルーにリードボーカルとして参加。ミリオンセラーを連発する。
- 1983年 - 敏いとうとハッピー&ブルーから脱退し、ソロ歌手としての活動を再び開始。
- 2002年 - 元・森雄二とサザンクロスの菅野ゆたか、元・秋庭豊とアローナイツの木下あきらと共にハッピー・サザンアローを結成。
- 2008年5月6日放送の、「BSアニメ主題歌大全集2008」 に出演。『タイガーマスク』のオープニング曲の「行け!タイガーマスク」エンディング曲「みなし児のバラード」を歌う。
- 2009年 - 歌手デビュー40周年を迎え、新たなアレンジで『星降る街角』、『わたし祈ってます』を再リリース。

## ディスコグラフィー

### 泉谷広名義
- 隼人のテーマ(1969年、『空飛ぶゆうれい船』ED)

### 新田洋/スクールメイツ 名義
- 行け!タイガーマスク（1969年、朝日ソノラマ/東芝音楽工業/日本コロムビア/キングレコード 『タイガーマスク』OP。売上250万枚[1]）
- みなし児のバラード（1969年、朝日ソノラマ/東芝音楽工業/日本コロムビア/キングレコード 『タイガーマスク』ED）
  - 外部の音楽出版社に権利があるため、複数の会社から同一音源のジャケット違いで上記2曲のカップリングで発売された。レコード会社により「行け!タイガーマスク」が「タイガーマスク」「タイガー・マスク」表記となったものも見られた。

### 大竜二 名義
- 花街ブルース（1969年、ビクター SV-1059、売上約10万枚[2]）
- ひとりごと（1970年、同 SV-1076）

### 敏いとうとハッピー&ブルー 名義
詳細は敏いとうとハッピー&ブルー参照

### 森本英世 名義
- 恋祭り（1972年、ユニオンレコード US-740、売上15～6万枚程度[1]）
  - 第5回新宿音楽祭敢闘賞受賞。
- あの子は誰（1973年、同 US-769）
- 幸せになりなよ（1983年、東芝EMI TP-17536）
- どじ（1984年、同 TP-17639）
- ホテル（1985年、同 TP-17701）
- 酔恋(すいれん) （1986年、同 TP-17826）
- それなりに…MAMBO!![3]（1986年、同 TP-17922）
- 赤坂おんな街（1987年、同 RT07-2014）
- あなたにサ・ヨ・ナ・ラ（1988年、同 RT07-2087）
- パッション～PASSION～（1992年、日本コロムビア CODA-15）[4]
- 一秒の結晶（1997年、ビクターエンタテインメント VIDS-30005）
- ふたつの背中（1999年、同 CRDN620）
- 春待草（2005年、ホリデージャパン TJCH-15118）
- 星降る街角（2009年、キングレコード FBCM-94）
- タイガーマスク（2011年、日本コロムビア GES-14532）[5]
- 雪化粧/こんな俺でも（2012年、ユニバーサルミュージック POCE-3415）
- 涙にぬれる大阪の女/愛をさがして（2015年、同 POCE-3488）
- 踊り明かそうよ/時をもどして（2017年、同　POCE－3959）
- 松山慕情/さよなら貴方（2019年、同 POCE-4017）[6]
- 東京ナイトバタフライ/恋ひと夜（2024年、日本クラウン CRCN-8689）

### ハッピー・サザンアロー 名義
- 三つの恋の物語（2002年、日本クラウン CRDN-843）